# Populus villosa
Populus villosa är en videväxtart som beskrevs av Lang. Populus villosa ingår i släktet popplar, och familjen videväxter. Inga underarter finns listade i Catalogue of Life.